# Hydnum investiens
Hydnum investiens är en svampart som beskrevs av Berk. 1845. Hydnum investiens ingår i släktet mat-taggsvampar och familjen Hydnaceae.   Inga underarter finns listade i Catalogue of Life.